# پری‌مدانا
«پری‌مدانا» (به انگلیسی: Primadonna) تک‌آهنگی از خواننده و ترانه‌سرای بریتانیایی مارینا و دیاموندز از دومین آلبوم استودیویی او قلب الکترا است. این ترانه در تاریخ ۲۰ مارس ۲۰۱۲ بعنوان ترانه رسمی این آلبوم منتشر شد. این تک‌آهنگ در ایرلند، اتریش و نیوزیلند جزو پنج ترانه برتر قرار گرفت.  

## نماهنگ
نماهنگ پری‌مدانا توسط کسپر بلسلو کارگردانی و در کپنهاگ فیلم‌برداری شد.
و در ۱۲ مارس ۲۰۱۲ منتشر شد، همان روز انتشار ترانه در رادیو بریتانیا.